# Loajoza
Loajoza (loaoza, łac. loiasis) – choroba wywołana wskutek obecności filarii Loa loa w ludzkim ciele. Została ona opisana po raz pierwszy w roku 1770 przez Mongina, który zaobserwował tego pasożyta w oku karaibskiego niewolnika. 

## Etiologia
Loajoza wywoływana jest przez nitkowca ocznego (Loa loa). Występuje on na terenie afrykańskich lasów deszczowych.

## Objawy i przebieg
Wtargnięcie filarii objawia się tylko w przypadku inwazji dużej liczby larw jako reakcja alergiczna pod postacią zaczerwienionego i swędzącego obrzęku. Przemieszczanie się młodych osobników Loa loa niekiedy skutkuje tymczasowymi zmianami pęcherzykowo-grudkowymi, natomiast wędrujące dorosłe robaki rzadko wywołują objawy (niekiedy występuje ból, świąd, wysypka grudkowa i uczucie kłucia).
W loajozie występują dwa charakterystyczne objawy: częste i widoczne gołym okiem przemieszczanie się dorosłych pasożytów pod spojówką (z powodu tego Loa loa jest niekiedy nazywany afrykańskim robakiem ocznym) oraz obrzęki kalabarskie. Są to szybko przemijające (pojawiające się nagle i zanikające po kilkunastu godzinach) najczęściej niebolesne, zaczerwienione i swędzące obrzęki. Występują one wokół martwych filarii, najczęściej w okolicy przedramion i twarzy na wyniosłościach kostnych.

Inne, mniej charakterystyczne objawy loajozy to: bóle stawów i mięśni, gorączka i powiększenie węzłów chłonnych. Niekiedy występują też zaburzenia ze strony narządów wewnętrznych, takie jak zwłóknienie mięśnia sercowego, nacieki płucne, niewydolność nerek oraz zaburzenia psychiczne i neurologiczne (np. zapalenie mózgu).

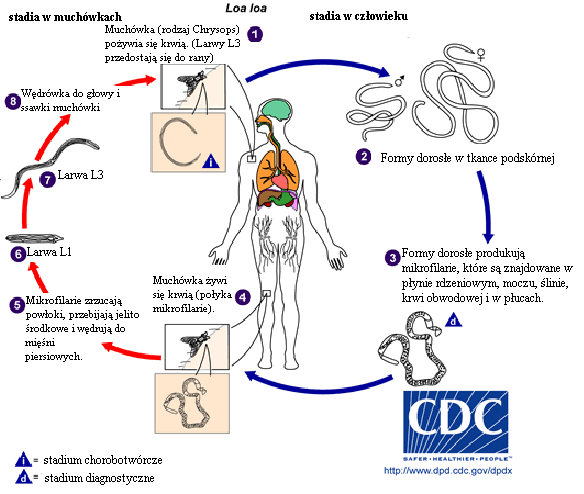
Cykl życiowy filarii

## Rozpoznanie
Diagnostyka opiera się o wykrycie mikrofilarii we krwi, pobranej w ciągu dnia (ma to związek z cyklem życiowym nicienia). Leczenie zaś polega na chirurgicznym usunięciu osobników dorosłych. Prewencja polega na zwalczaniu ślepaków.